# أندريا روسو
أندريا روسو هو لاعب كرة قدم إيطالي في مركز الوسط، ولد في 27 يوليو 1984 في تورينو في إيطاليا. لعب مع نادي برو فيرتشيلي.

## وصلات خارجية
- أندريا روسو على موقع قاعدة بيانات كرة القدم.إي يو (الإنجليزية)
- أندريا روسو على موقع Soccerway.com (الإنجليزية)